# Sender Huizen
Der Sender Huizen war eine Sendeanlage für Kurzwelle in Huizen in den Niederlanden.

## Geschichte
1923 wurde der experimenteller 500-Watt-Sender eröffnet und 1926 die Leistung auf 5000 Watt erhöht.
Die ursprünglichen Huizen-Sendetürme waren bekannte lokale Wahrzeichen und häufig auf Postkarten abgebildet. 1935 wurden sie jedoch nach der Errichtung eines Mastheizkörpers in der Nähe von Hilversum abgerissen.
1937 wurden zwei freistehende 60 Meter hohen Holzfachwerktürme errichtet, diese verfügten über eine Vorhangantenne und über die erste drehbare Sendeantenne für Kurzwelle, die seinerzeit einmalig war. Die Philips Holland Broadcasting Indies stand mit diesem starken Kurzwellensender in Dauerkontakt mit dem 12.000 km entfernten Niederländisch-Ostindien. 1940 wurde die Anlage vom niederländischen Militär gesprengt, um eine Nutzung durch die deutsche Besatzungsmacht zu verhindern.
Von diesen Masten wurde im Maßstab 1:5 eine Metall-Replik als Industriedenkmal errichtet und stehen heute an einem Kreisverkehr in Huizen.